# شوایسوایلر
شوایسوایلر (به آلمانی: Schweisweiler) یک شهر در آلمان است که در دنرسبرگکرایس واقع شده‌است. شوایسوایلر ۳۵۱ نفر جمعیت دارد.